# Bristol Sycamore
El Bristol Type 171 Sycamore fue uno de los primeros helicópteros desarrollados y construidos por la división de helicópteros de la Bristol Aeroplane Company. El nombre hace referencia a las semillas del árbol sicómoro, Acer pseudoplatanus, que caen con un movimiento giratorio. Tiene la distinción de ser el primer helicóptero británico en recibir un certificado de aeronavegabilidad, además de ser el primer helicóptero de diseño británico introducido y en servicio con la Real Fuerza Aérea (RAF).
Generalmente capaz de transportar hasta tres pasajeros, este modelo se utilizaba a menudo como transporte tanto de pasajeros como de carga. En servicio con la RAF, el Sycamore se utilizó normalmente en funciones de búsqueda y rescate y evacuación de heridos. Este modelo demostró el valor de los helicópteros para atravesar fácilmente terrenos inhóspitos o de otro modo inaccesibles; el Sycamore realizó valiosas contribuciones a las actividades militares británicas durante la Emergencia Malaya, la Emergencia de Chipre y la Emergencia de Adén, además de en otras operaciones.
Además de su servicio militar británico, varios modelos del Sycamore fueron producidos y utilizados por numerosos usuarios, incluidas operaciones militares en el extranjero y clientes civiles. Las operaciones civiles generalmente implicaban transporte, rescate en montaña y trabajos de reconocimiento aéreo. En 1959, la producción del Sycamore finalizó después de que se hubieran completado 180 helicópteros.

## Desarrollo
Durante la Segunda Guerra Mundial, se idearon y experimentaron nuevos métodos de propulsión de aeronaves; en particular, los avances en aeronaves rotatorias, como los autogiros y los helicópteros, hicieron que dichas aeronaves fueran más prácticas. En 1944, Bristol fundó una división especializada en helicópteros poco después de la invasión aliada de Europa, cuando los ingenieros del Establecimiento Experimental de Fuerzas Aerotransportadas (AFEE) en Beaulieu estuvieron disponibles. La AFEE había estado realizando su propio trabajo en el desarrollo de diseños de helicópteros bajo la dirección del destacado pionero de los helicópteros Raoul Hafner; sin embargo, el uso exitoso de los planeadores Airspeed Horsa y General Aircraft Hamilcar durante la Operación Overlord había llevado a que el desarrollo de helicópteros fuera reconocido como una prioridad. Hafner, cuya empresa había sido adquirida por Bristol, fue rápidamente designado por la empresa como jefe de la nueva división de helicópteros de Bristol.
En junio de 1944 se inició el desarrollo de un helicóptero de cuatro plazas destinado tanto a uso civil como militar; de este programa surgiría el Sycamore. Durante el desarrollo se hizo especial hincapié en lograr el nivel necesario de resistencia de los componentes mecánicos del helicóptero. El 25 de julio de 1947, el primer prototipo, el VL958, que estaba propulsado por un motor Pratt & Whitney Wasp Junior de 340 kW (450 hp) (al no existir ningún motor adecuado en la gama de Bristol), realizó el vuelo inaugural del modelo. A mediados de 1948, se completó el tercer prototipo, que se había construido según el estándar mejorado Sycamore Mk.2; este modelo había sido equipado con un motor Alvis Leonides de 410 kW (550 hp), que se convertiría en el motor estándar para toda la producción posterior del Sycamore. El 25 de abril de 1949 se concedió un certificado de aeronavegabilidad al Sycamore, el primero de este tipo concedido a un helicóptero británico.
Durante el programa de pruebas de vuelo, los pilotos de desarrollo clave de Bristol para el Type 171 incluyeron a Charles "Sox" Hosegood y al coronel Robert "Bob" Smith. En 1951 se utilizó un Sycamore Mk.2, propiedad de Bristol, durante una serie de pruebas de aterrizaje en cubierta realizadas a bordo del portaaviones HMS Triumph de la Marina Real. Se desarrolló rápidamente un modelo mejorado del helicóptero, denominado Sycamore Mk.3, que presentaba una mayor capacidad para cinco ocupantes, un fuselaje más ancho y un morro más corto. Se produjeron un total de 23 Sycamore Mk.3, de los que 15 de ellos se utilizaron principalmente para fines de evaluación conjunta por parte de la Real Fuerza Aérea (RAF), el Cuerpo Aéreo del Ejército (AAC) y British European Airways (BEA).
Las versiones del Sycamore hasta el Mk.3A inclusive conservaron el diseño estándar de cabina de dos asientos, colocando al piloto en el asiento izquierdo y al copiloto en el derecho. Sin embargo, en el modelo de producción principal, designado Sycamore Mk.4, esta disposición de los asientos se cambió a la práctica estadounidense de colocar el asiento del piloto a la derecha. También hubo una serie de otros desarrollos que se habían presentado en las versiones anteriores, como un diseño de cuatro puertas, que se había estandarizado en el Sycamore Mk.4. Esta versión entró en servicio con la RAF, recibiendo la designación militar de HR.14.
Las versiones civiles no se comercializaron bajo el nombre de Sycamore, sino que se conocían simplemente como Bristol Type 171. En mayo de 1958, se habían fabricado más de 150 Sycamore y se construían cuatro unidades por mes.

## Diseño

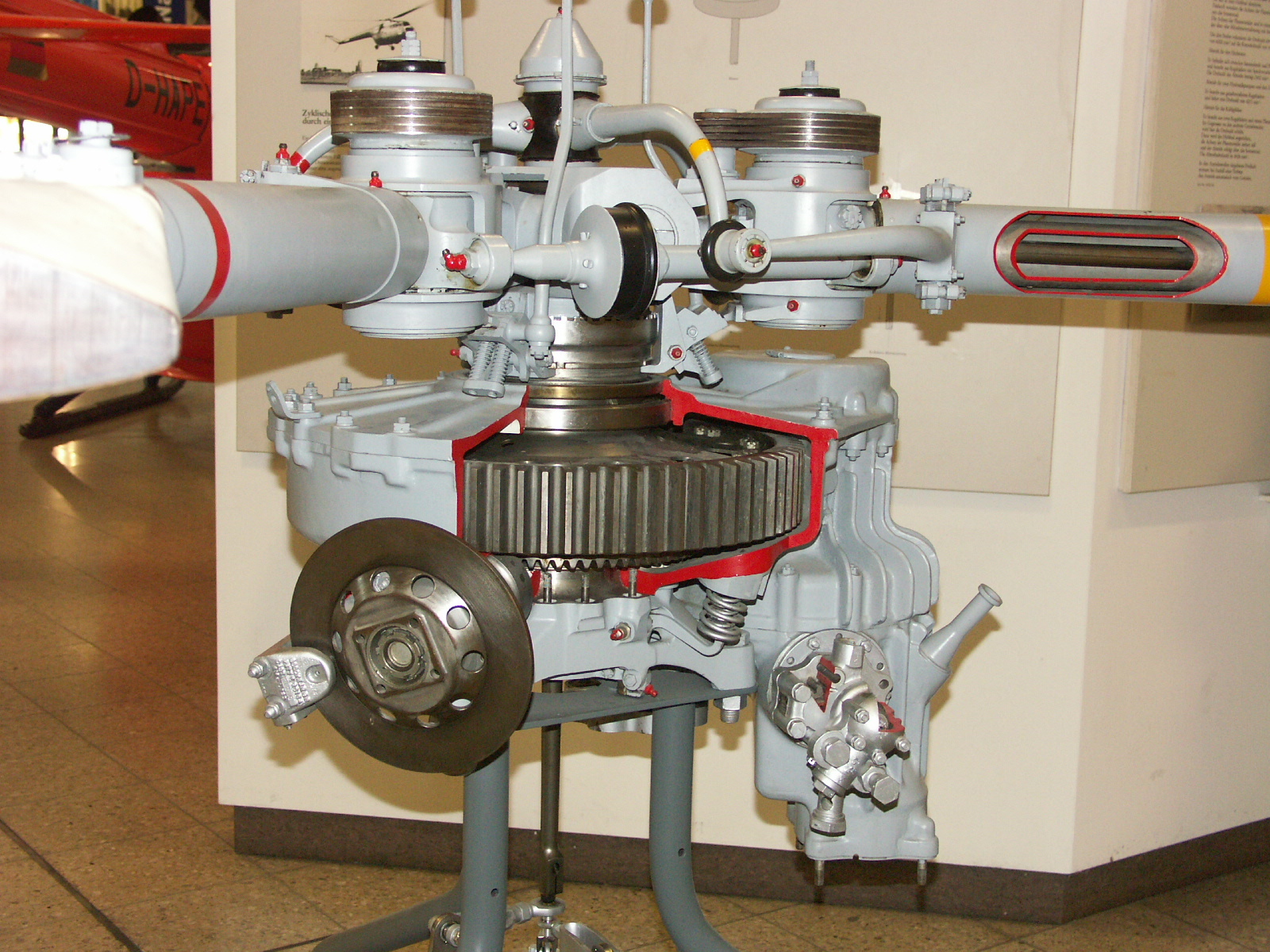
Una caja reductora principal seccionada del Sycamore, expuesta en el Deutsches Museum, Múnich, Alemania.

El Bristol Sycamore fue uno de los primeros helicópteros de producción que se desarrollaron. Cada Sycamore se fabricó con todos los accesorios fijos necesarios para permitir su rápida adaptación a cualquiera de las seis funciones principales: búsqueda y rescate, ambulancia aérea, transporte de pasajeros, transporte de mercancías, grúa aérea e instrucción dual; también se utilizó para otras funciones especializadas. El Sycamore tenía capacidad para cuatro o cinco ocupantes, dependiendo del modelo; normalmente estaba equipado con tres asientos de lona plegables y un único asiento giratorio junto al del piloto. Además de la cabina de pasajeros, tenía un compartimento de equipaje separado.
A principios de la década de 1950 se desarrolló un modelo de ambulancia aérea especializado del Sycamore. En esta configuración, se podían transportar hasta dos pacientes dentro de la cabina en camillas apiladas una sobre la otra; esto era diferente a la disposición habitual de la época en la que se utilizaban "cápsulas" montadas externamente para transportar pacientes. Para proporcionar el ancho adicional necesario en la cabina, se colocaron burbujas de Perspex desmontables en cada lado de la cabina. Los bastidores de las camillas se podían plegar hacia los lados de la cabina, proporcionando espacio para hasta tres heridos sentados; había una toma de corriente eléctrica disponible para conectar mantas eléctricas. Al lado del piloto había un asiento giratorio para un asistente médico.
Las palas del rotor principal tripala estaban unidas a la cabeza del mismo con placas de acero entrelazadas ligeras, mientras que los tirantes soportaban las cargas de tensión centrífuga. Las palancas de las palas estaban conectadas mediante rótulas a los brazos de una araña de control, cuyo cono era accionado hacia arriba y hacia abajo por la palanca de paso colectivo que cambiaba el paso de todas las palas; se utilizaba un mecanismo irreversible para evitar que las cargas de las palas se transfirieran de nuevo a la palanca de control. Las palas estaban sostenidas cuando estaban estacionarias o giraban lentamente por topes de caída, que mantenían una distancia mínima entre las puntas de las palas y el tubo de cola incluso con vientos fuertes; estos topes se retiraban por encima de las 100 rpm para que fuera posible una total libertad de movimiento para un vuelo efectivo.
El Sycamore estaba propulsado por un único motor de pistón Alvis Leonides de 410 kW (550 hp). El motor estaba montado debajo y en la parte trasera del rotor principal sobre un soporte flexible para reducir las vibraciones transmitidas a la estructura del helicóptero. Estaba aislado en un recinto ignífugo que estaba equipado con equipos de detección y extinción de incendios para cumplir con los requisitos de certificación. El aire pasaba a través de una rejilla orientada hacia delante para refrigerar la caja de cambios antes de pasar por la cubierta del motor y salir del fuselaje. La potencia del motor se controlaba mediante la palanca de paso colectivo. Para mantener la velocidad del rotor en el valor requerido, el combustible que llegaba al motor debía variarse automáticamente a medida que el ajuste del paso del rotor ordenado por el piloto cambiaba la carga del motor; el ajuste fino de la potencia del motor se lograba girando la palanca de paso. El Sycamore tenía una velocidad de rotor relativamente alta para la época, lo que, según se afirmaba, proporcionaba un andar más suave y era más seguro en caso de fallo del motor.

## Historia operacional

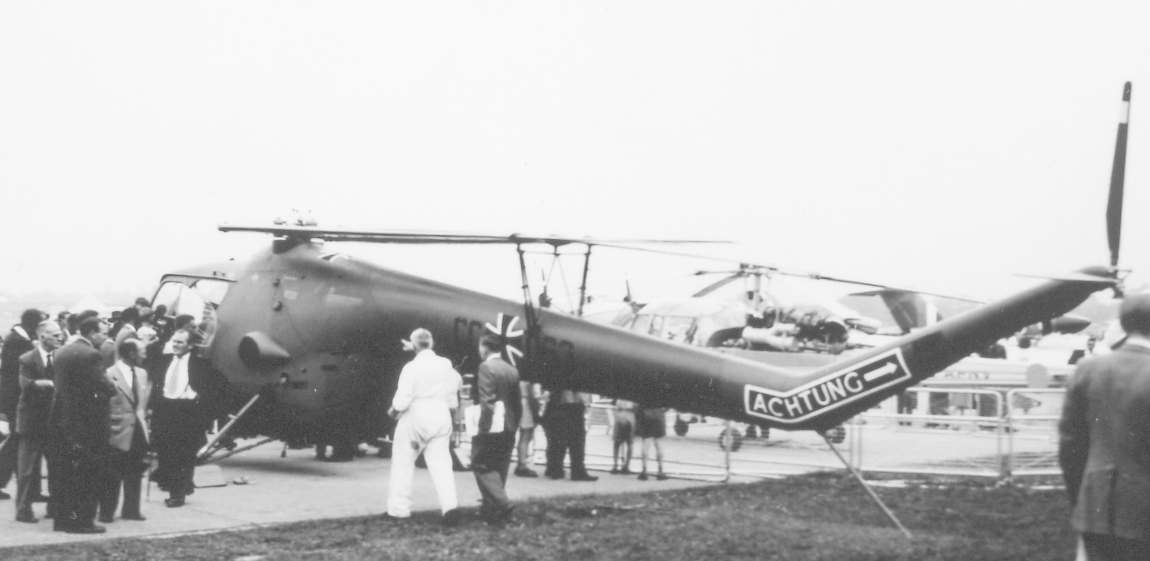
Un Sycamore Mk.14 de la Fuerza Aérea de Alemania Occidental en el Salón Aeronáutico de Farnborough de 1958.

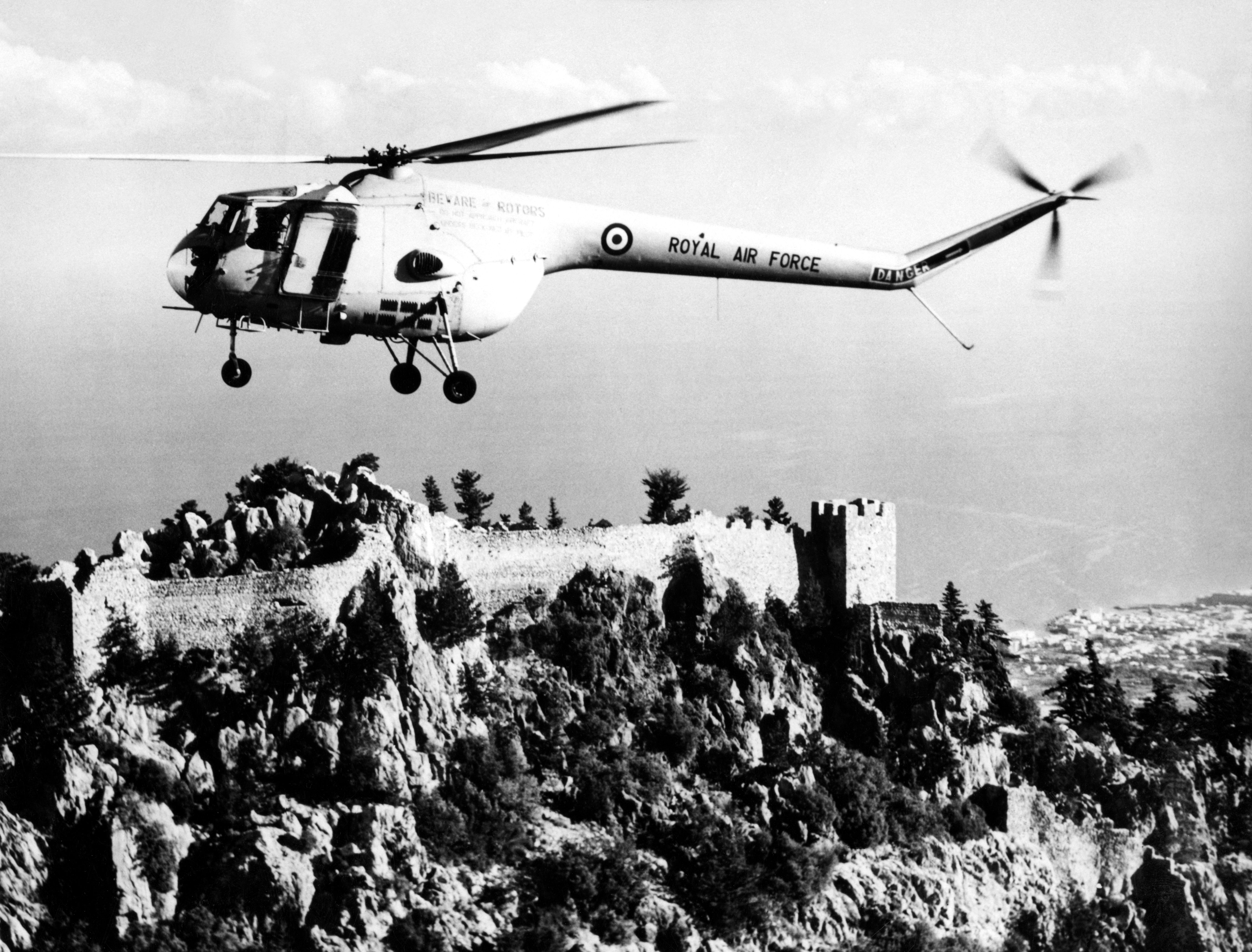
Sycamore del 103.º Escuadrón de la RAF en Chipre, 1961.

Entre 1952 y 1955, el Sycamore fue utilizado para realizar diversas pruebas por la Air-Sea Warfare Development Unit RAF, que estaba estacionada en RAF St. Mawgan. En abril de 1953, el Sycamore HR.14 entró en servicio con el Escuadrón N.º 275 de la RAF y pasó a servir en nueve escuadrones en total. Varios modelos de Sycamore sirvieron con la RAF; se usarían principalmente como ambulancias aéreas (Sycamore HC.10), para comunicaciones del Ejército (Sycamore HC.11) y para operaciones de búsqueda y rescate (Sycamore HR.12 a Sycamore HR.14). En 1953, el Escuadrón N.º 275, equipado con helicópteros Sycamore, se convirtió en el primer escuadrón de búsqueda y rescate de helicópteros de la RAF en Gran Bretaña. El modelo fue utilizado por la Escuela Central de Vuelo de la RAF para fines de entrenamiento de pilotos. En junio de 1953, un Sycamore que remolcaba una gran insignia de la RAF encabezó un vuelo de 640 aviones británicos y de la Commonwealth en la Revista de la Coronación de la RAF.
El Sycamore fue muy utilizado durante la Emergencia Malaya (1948-1960), normalmente para desplegar patrullas a pie del ejército en la jungla. Numerosos Sycamore fueron transferidos a la Fuerza Aérea del Lejano Oriente para participar en el conflicto; sin embargo, el modelo estuvo involucrado en una serie de accidentes en la región que ocurrieron como resultado de problemas en la cola o en las palas del rotor principal. En respuesta, se llevaron a cabo una serie de pruebas de las palas antes de adoptar un diseño de pala modificado y reanudar las operaciones del Sycamore en el teatro. Tras el final de la mayoría de las operaciones de combate en agosto de 1960, los Sycamore permanecieron en la región, incluido un destacamento en Brunéi, para apoyar a las fuerzas británicas estacionadas allí para disuadir una mayor agresión por parte de las guerrillas comunistas malayas.
El modelo también prestó servicio de combate con la RAF durante la Emergencia de Chipre y la Emergencia de Adén, además de en otras operaciones. En diciembre de 1971, los últimos Sycamore de la RAF fueron retirados oficialmente; esto se debió a que partes críticas habían llegado al final de su vida útil por fatiga. Sin embargo, el Escuadrón 32 continuó operando dos Sycamore hasta agosto de 1972.
Se entregaron cincuenta Sycamore al Gobierno Federal Alemán. Se fabricaron tres helicópteros para el Gobierno belga para su uso en el Congo Belga; se eligió este modelo debido a sus buenas capacidades en entornos tropicales, como se demostró durante su uso en combate en Malasia. El Sycamore fue el segundo modelo de helicóptero utilizado por la Fuerza de Defensa Australiana; se entregaron diez ejemplares a la Armada Real Australiana.
El Sycamore también se utilizó en una variedad de papeles civiles. Se utilizó un único ejemplar durante la construcción de la autopista M1 entre Londres y Leeds; el modelo proporcionó apoyo en varias funciones, incluyendo realizar reconocimientos aéreos, comunicaciones entre varios sitios, el transporte de personal y equipos, y la mitigación de inundaciones en el proyecto. Los Sycamore operados por Australian National Airways estaban habitualmente disponibles para realizar vuelos chárter, ejecutando tareas como la inspección aérea de concesiones mineras, misiones de suministro y el transporte de equipos a través de las áreas remotas del interior del país.

## Variantes

### Type 171
Mk 1
Prototipo; dos construidos.
Mk 2
Segundo prototipo; uno construido.
Mk 3
Modelo de producción con cinco plazas en un fuselaje ensanchado, con un morro acortado para mejorar la visibilidad. 23 construidos, incluido el Mk 3A.
Mk 3A
Versión civil con bodega de carga adicional, dos construidos para British European Airways.
Mk 4
Este fue el modelo de producción principal y similar a la versión militar llamada Sycamore con un motor más potente. 154 construidos.

### Sycamore
Sycamore HC.10 (=Mk.3)
Uno construido para evaluación por el Cuerpo Aéreo del Ejército como ambulancia aérea.
Sycamore HC.11 (=Mk.3)
Cuatro construidos para evaluación por el Cuerpo Aéreo del Ejército, como aeronaves de comunicaciones.
Sycamore HR.12 (=Mk.3A)
Cuatro construidos para la RAF para su evaluación como aeronaves de búsqueda y rescate.
Sycamore HR.13 (=Mk.3A)
Dos construidos con cabrestantes de rescate para la RAF para su evaluación como aeronaves de búsqueda y rescate.
Sycamore HR.14 (=Mk.4)
85 construidos para la RAF, como aeronaves de búsqueda y rescate.
Sycamore Mk.14
Tres construidos para la Fuerza Aérea Belga, para su uso en el Congo Belga.
Sycamore Mk.50
Tres construidos para la Armada Real Australiana, para realizar tareas de búsqueda y rescate y de seguimiento.
Sycamore HC.51
Siete construidos para la Marina Real Australiana, para realizar tareas de búsqueda y rescate y de seguimiento.
Sycamore Mk.52
Se construyeron 50 ejemplares para la Fuerza Aérea y la Armada alemanas.

## Operadores

### Civiles
Australia

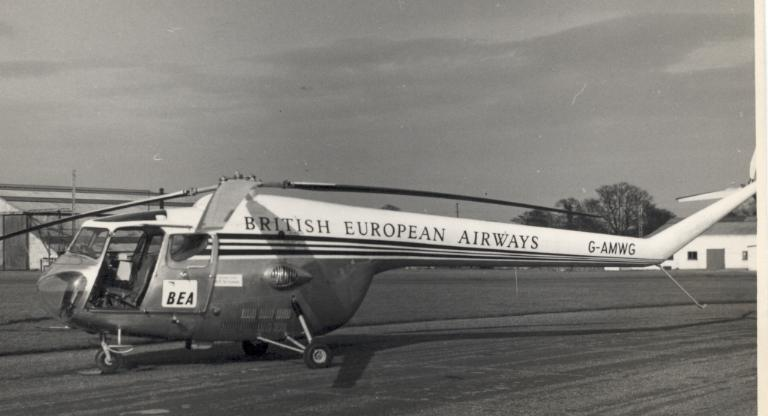
Bristol 171 Mk 3A de British European Airways en el aeropuerto de Londres Gatwick en el servicio regular de pasajeros desde Birmingham en 1955.

- Australian National Airways/Ansett-ANA
- Jayrow Helicopters

 Austria
- Flying Bulls: en 2013, los Flying Bulls de Red Bull reincorporaron un Sycamore.

 Reino Unido
- British European Airways

### Militares
Alemania
- Luftwaffe
- Deutsche Marine

 Australia

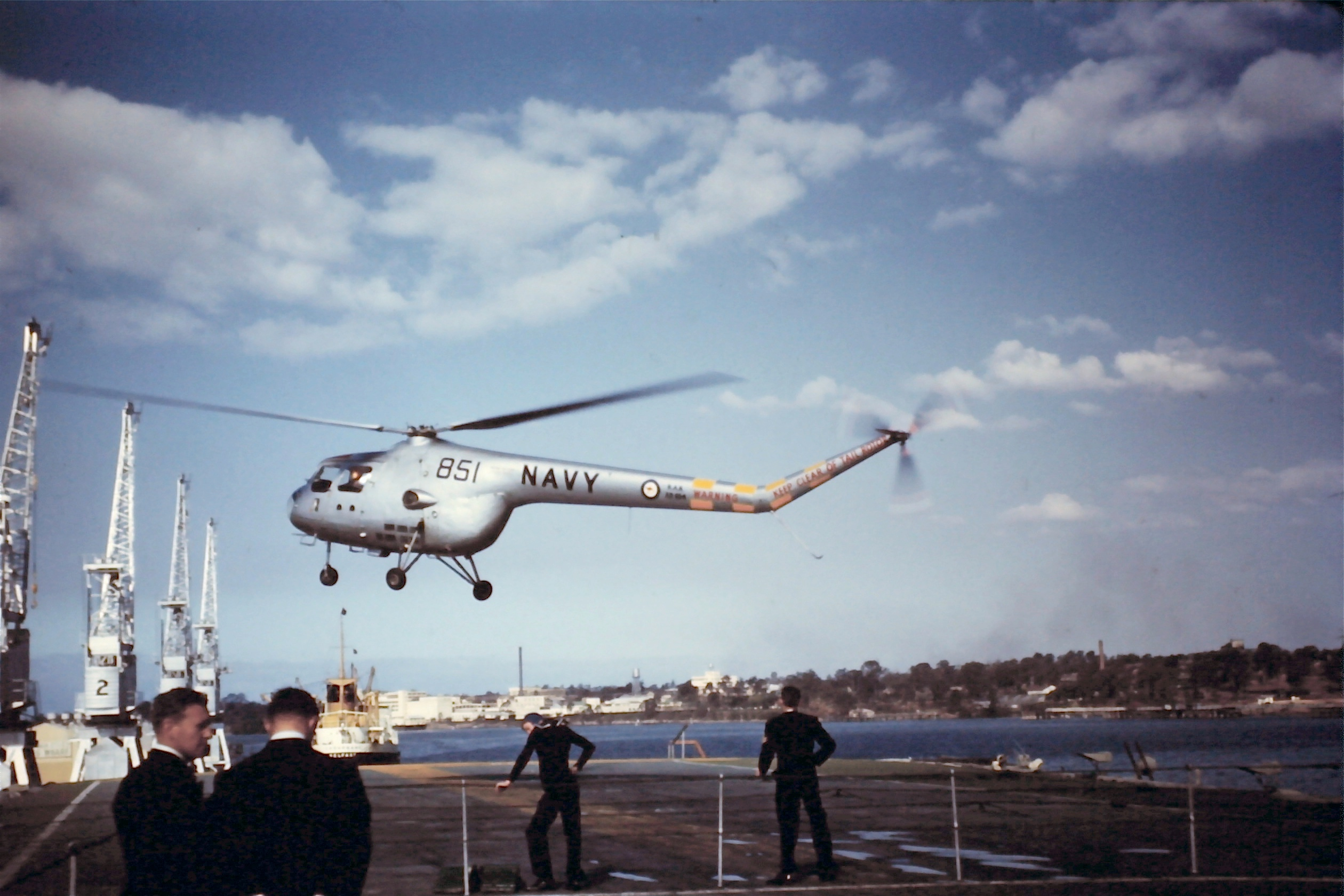
Bristol 171 Sycamore en servicio en la Marina Real Australiana alrededor de 1960, despegando de la cubierta de vuelo del HMAS Melbourne.

- Real Fuerza Aérea Australiana: sólo dos Sycamore estuvieron en servicio en la RAAF entre 1951 y 1965. Los dos helicópteros se utilizaron para realizar tareas de apoyo general en el Campo de Tiro de Cohetes de Woomera, en el sur de Australia.
- Armada Real Australiana

 Bélgica
- Fuerza Aérea Belga: Bélgica utilizó tres Mk.14B (matriculados como B1/OT-ZKA, B2/OT-ZKB y B3/OT-ZKC) para equipar a la fuerza metropolitana del Congo con un destacamento de rescate basado en la Base Aérea de Kamina,[16] provincia de Katanga. Utilizado entre 1954 y 1960.

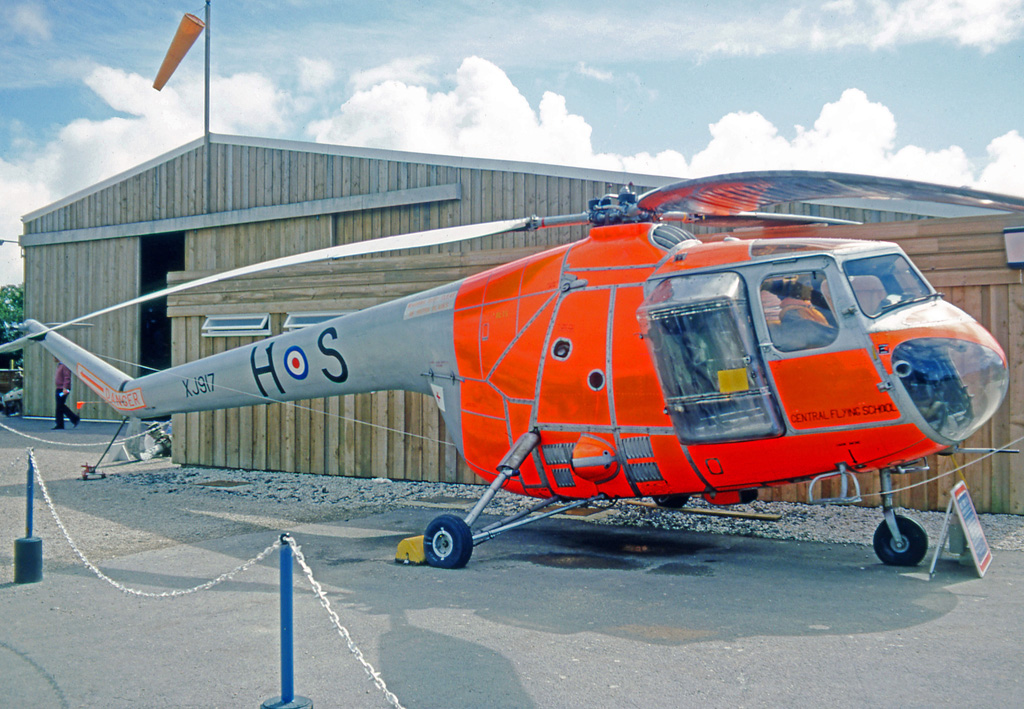
Sycamore HR.14 de la Escuela Central de Vuelo de la Real Fuerza Aérea (1977).

 Reino Unido
- Real Fuerza Aérea
- Cuerpo Aéreo del Ejército

## Supervivientes

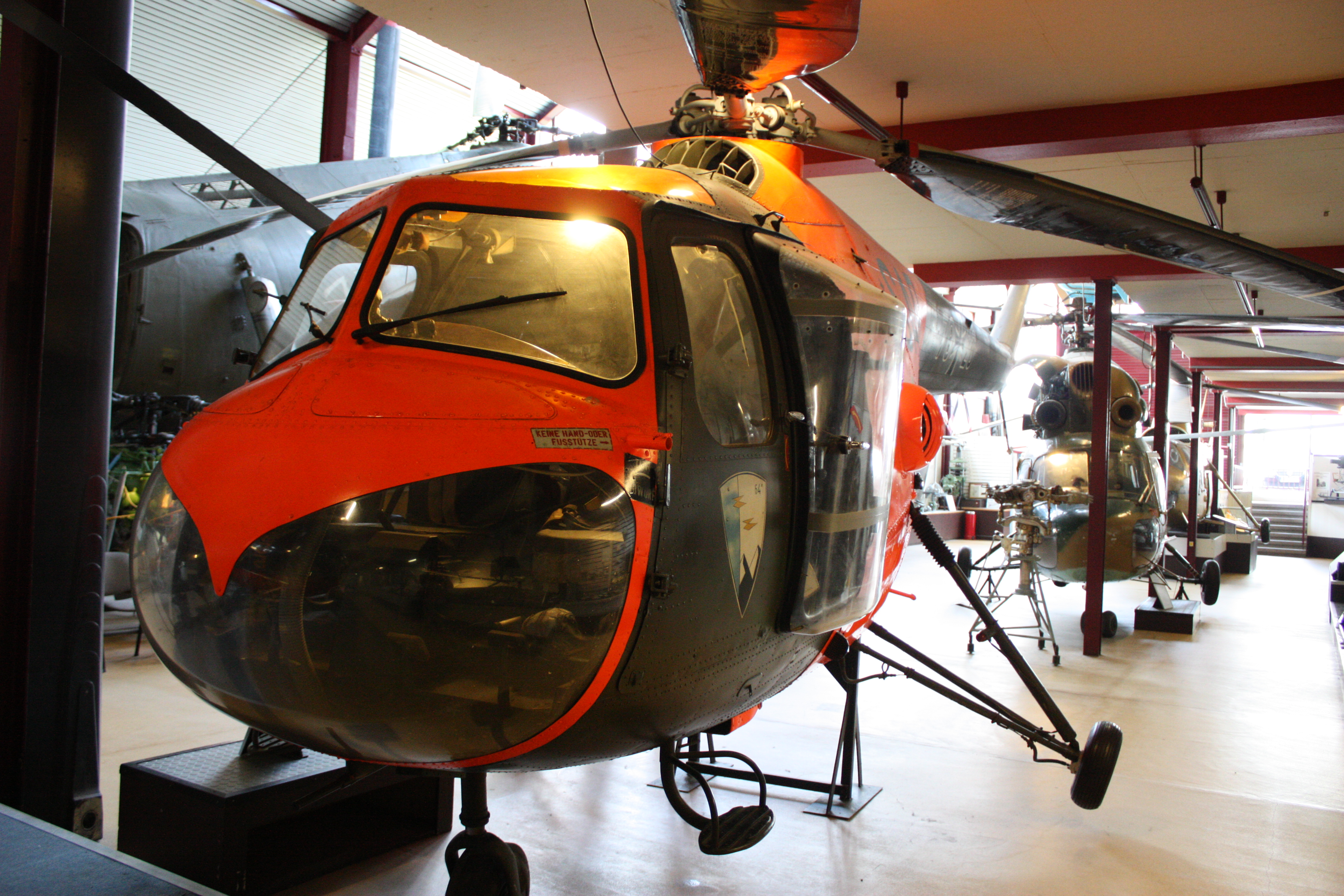
Un Sycamore alemán en exhibición en el Hubschraubermuseum Bückeburg en 2010.

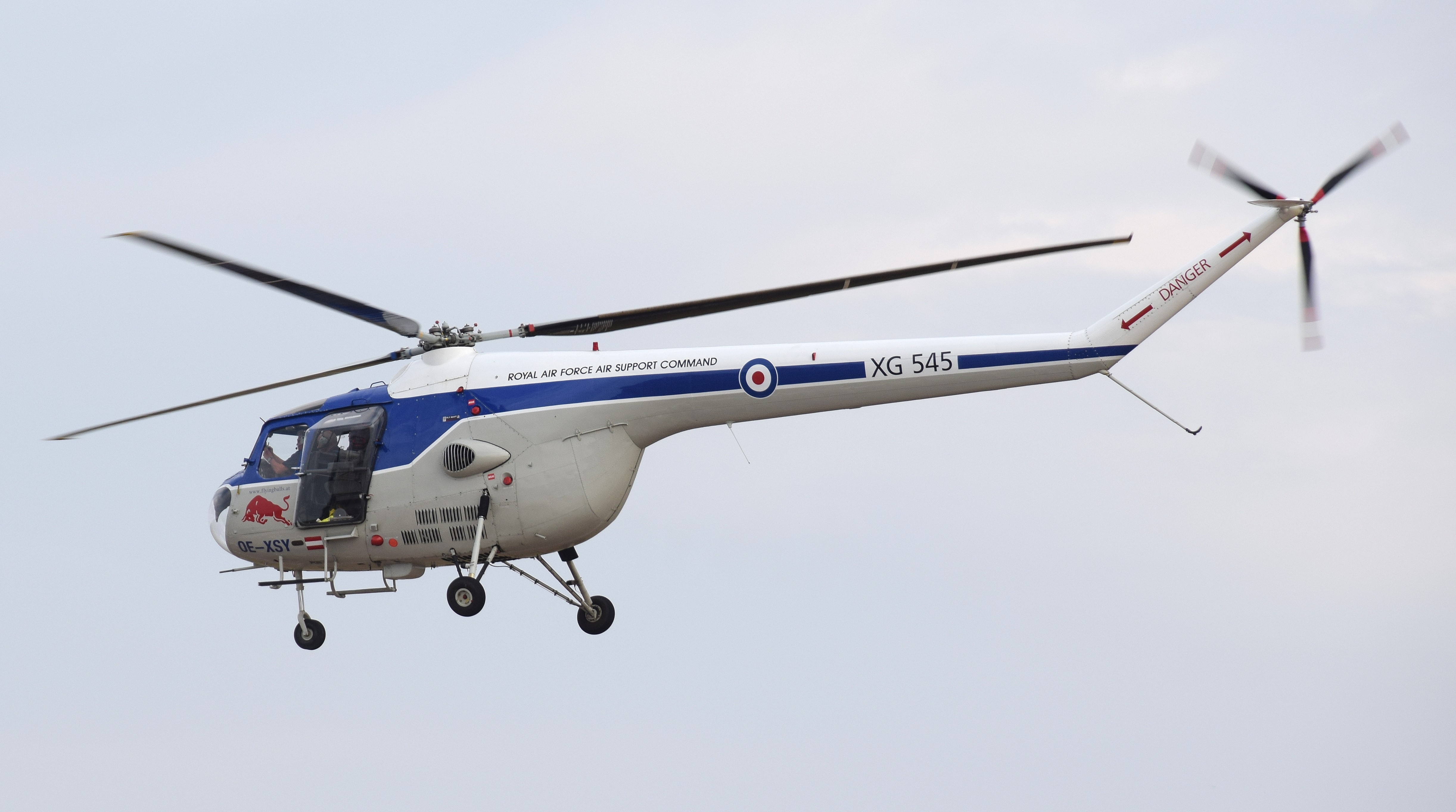
Bristol Sycamore (OE-XSY) de los Flying Bulls parte del RIAT 2018, Inglaterra. Construido en 1957.

### Alemania
En exhibición
- Sycamore HR.52 78+20 del Ejército alemán en el Hubschraubermuseum Bückeburg.[2]

### Australia
En exhibición
- Museo del Arma Aérea de la Flota Australiana en Nowra.[2]

Almacenado o en restauración
- Sycamore A91-1, ex RAAF, en el Museo Nacional de Aviación de Australia en Moorabbin, Victoria.

### Austria
En estado de vuelo
- Sycamore HR.52 OE-XSY: Red Bull.

Almacenado, en exhibición para eventos especiales
- Waste Watchers Kehr Force One del centro de prácticas del MA48 (departamento de recogida de residuos de Viena).[17]

Almacenado y utilizado para formación técnica
- Bundesfachschule für Flugtechnik, Langenlebarn, ex D-HFUM.[18]

### Bélgica
En exhibición
- Sycamore HR.14 XG547 de la Real Fuerza Aérea en Real Museo  de las Fuerzas Armadas y de la Historia Militar de Bruselas.[2]

### Reino Unido
En exhibición
- Sycamore 3 G-ALSX: El Museo del Helicóptero en Weston-super-Mare.[19]
- Sycamore 3 WA576: Museo de Aviación de Dumfries y Galloway, Dumfries.[20]
- Sycamore 3 WA577: Museo de Aeronaves del Noreste, Sunderland.[21]
- Sycamore 3 WT933: Museo del Aire de Newark, Newark.[22]
- Sycamore HR.12 WV781: Museo Airworld del Aeropuerto de Caernarfon, Caernarfon.[23]
- Sycamore HR.12 WV787: Museo de la RAF de Londres.[24]
- Sycamore HR.14 XG502: Museo de Aviación del Ejército, Middle Wallop, Hampshire.[2][25]
- Sycamore HR.14 XG518: Museo de Aviación de Norfolk y Suffolk, Flixton.[26]
- Sycamore HR.14 XJ380: Colección de aviación de Boscombe Down, Old Sarum.[27]
- Sycamore HR.14 XJ918: Museo de la RAF Cosford, Cosford.[2] Este avión estuvo en servicio activo durante la Emergencia Malaya y fue uno de los últimos cuatro Sycamore en ser retirados oficialmente del servicio de la RAF en 1971. El XJ918 fue trasladado al Museo de la RAF Cosford en 1983. Se trasladó a la Ulster Aviation Society a finales de 2022.[10][28]
- Sycamore HR.14 XL824: Aeroespacial Bristol, Filton.
- Sycamore HR.14 XL829: El Museo del Helicóptero en Weston-super-Mare.[2][29]
- Sycamore HR.14 XE317: Museo de Aeronaves de South Yorkshire, Doncaster.[30]

Almacenado o en restauración
- Sycamore HR.14 XJ917: Aeroespacial Bristol, Filton.[31]

## Especificaciones (Mk.4/HR.14)

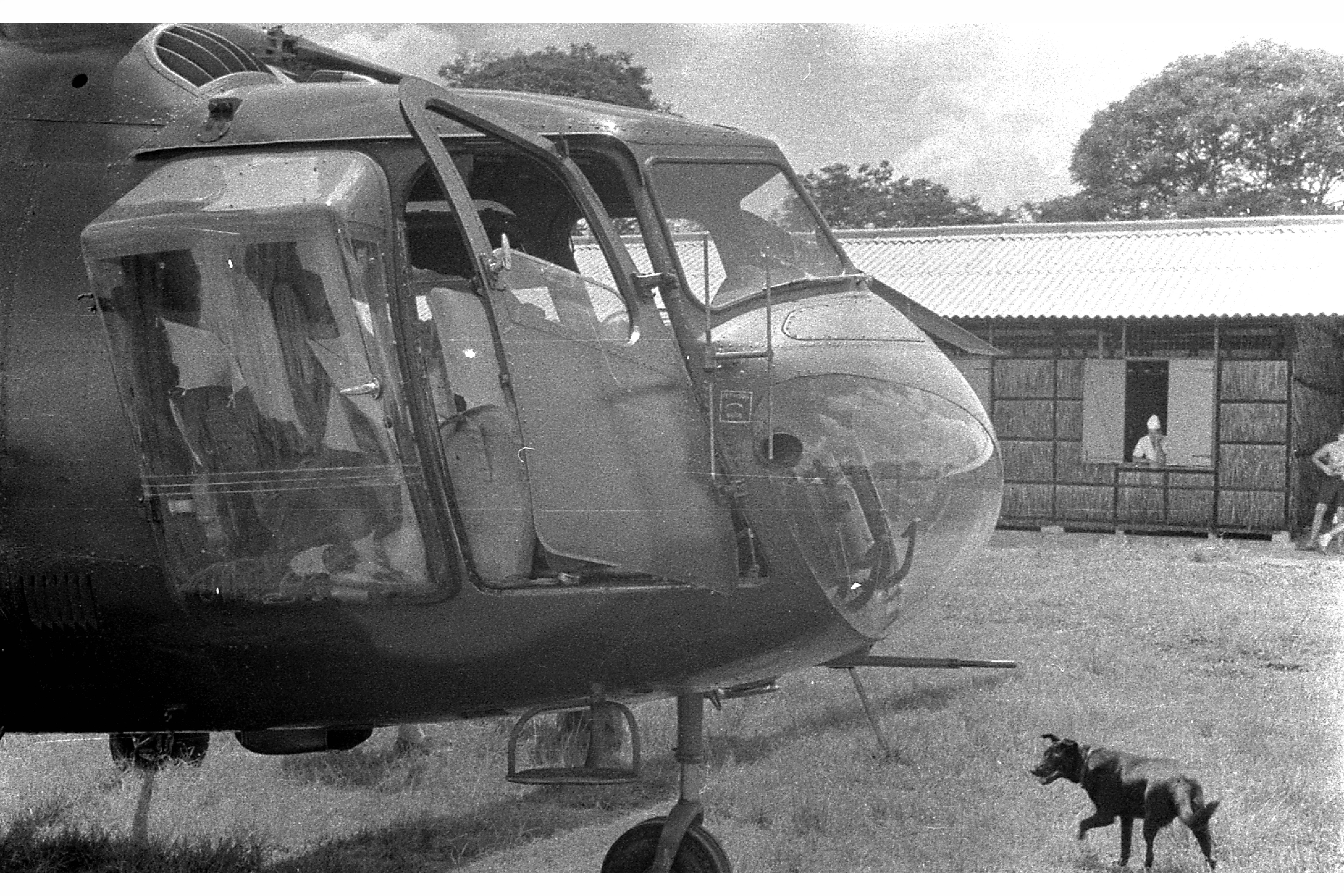
Sección delantera del Bristol Sycamore.

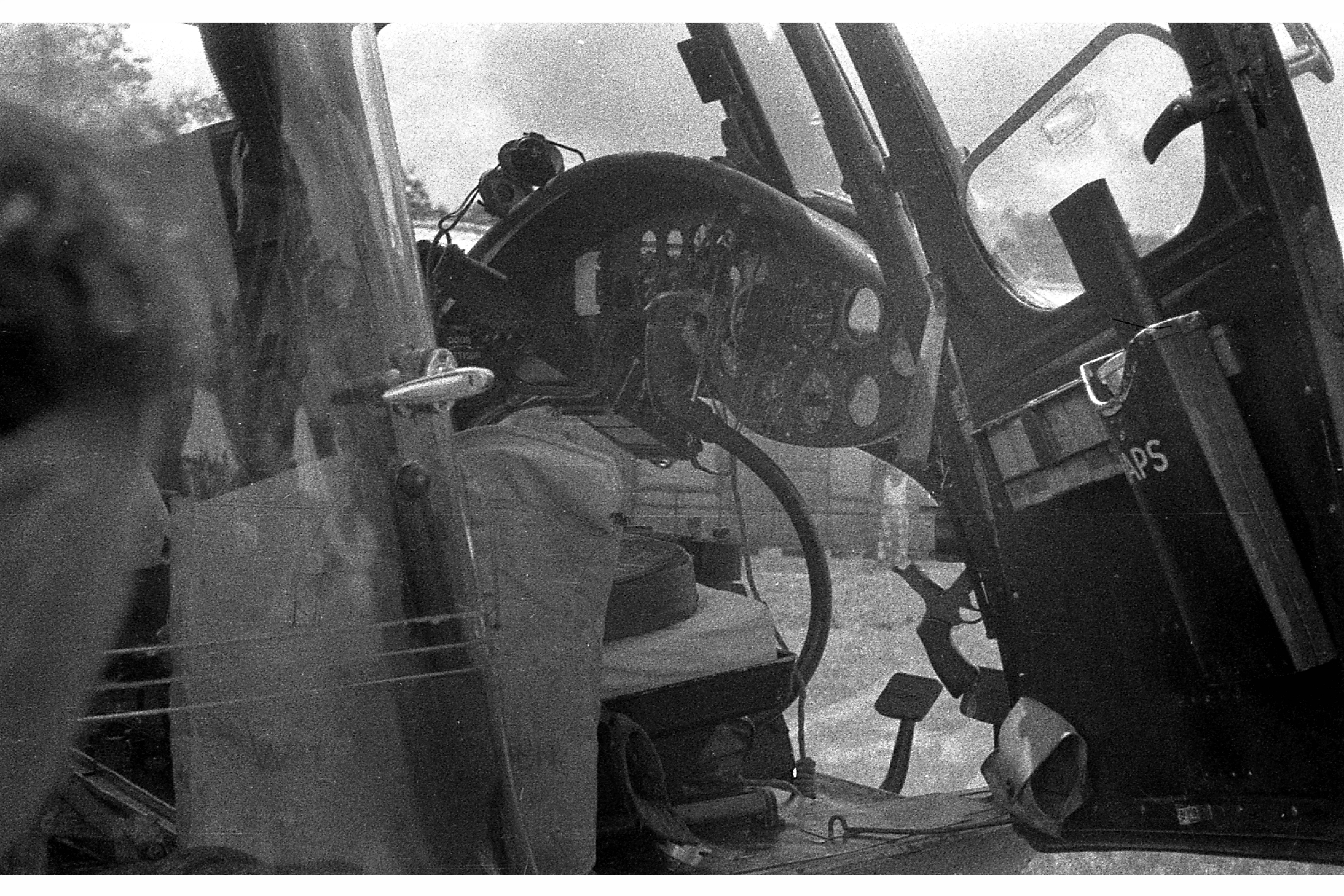
Interior de un Sycamore.

Referencia datos: «Bristol 171 Sycamore». Flugzeug. Consultado el 11 de octubre de 2015.</ref>

### Características generales
- Tripulación: Dos
- Capacidad: Acomodación para 3 pasajeros/454 kg
- Longitud: 18,6 m (61,1 ft)
- Diámetro rotor principal: 14,8 m (48,6 ft)
- Altura: 4,2 m (13,9 ft)
- Peso vacío: 1728 kg (3808,5 lb)
- Peso cargado: 2540 kg (5598,2 lb)
- Planta motriz: motor radial de 9 cilindros refrigerado por aire Alvis Leonides.
  - Potencia: 410 kW (565 HP; 558 CV) cada uno.

### Rendimiento
- Velocidad máxima operativa (Vno): 212 km/h (132 MPH; 114 kt)
- Alcance: 531 km (287 nmi; 330 mi) (3 h 30 min)

## Aeronaves relacionadas

### Aeronaves similares
- H-5 Dragonfly
- Westland Dragonfly
- Mil Mi-1

### Secuencias de designación
- Secuencia Numérica (interna de Bristol): ← 166 - 167 - 170 - 171 - 172 - 173 - 174 →